# Hypanartia charon
Hypanartia charon är en fjärilsart som beskrevs av William Chapman Hewitson 1878. Hypanartia charon ingår i släktet Hypanartia och familjen praktfjärilar. Inga underarter finns listade i Catalogue of Life.